# ナッレス
ナッレス（伊: Nalles ; 独: Nals ナールス）は、イタリア共和国トレンティーノ＝アルト・アディジェ州ボルツァーノ自治県にある、人口約2,000人の基礎自治体（コムーネ）。

## 地理

### 位置・広がり
ボルツァーノ自治県中部、ブルグラヴィアート（ブルクグラーフェンアムト）地方 (Burggrafenamt) に属するコムーネ。県都ボルツァーノから西北西へ約13km、メラーノから南南東へ約15km、州都トレントから北へ約52kmの距離にある。

#### 隣接コムーネ
隣接するコムーネは以下の通り。
- アンドリアーノ
- アッピアーノ・スッラ・ストラーダ・デル・ヴィーノ
- ガルガッツォーネ
- セナーレ＝サン・フェリーチェ
- テルラーノ
- テージモ

### 地勢
- 川: アディジェ川

## 住民

### 言語
| 言語集団調査（2011年） | 言語集団調査（2011年） | 言語集団調査（2011年） | 言語集団調査（2011年） | 言語集団調査（2011年） |
| ---------------------- | ---------------------- | ---------------------- | ---------------------- | ---------------------- |
|                        |                        |                        |                        |                        |
| ドイツ語               | ドイツ語               |                        | 90.58%                 | 90.58%                 |
| イタリア語             | イタリア語             |                        | 8.78%                  | 8.78%                  |
| ラディン語             | ラディン語             |                        | 0.64%                  | 0.64%                  |

2011年に行われた、住民がドイツ語・イタリア語・ラディン語のいずれの「言語集団」に属するかの調査によれば（ボルツァーノ自治県#言語集団調査参照）、住民の約91%がドイツ語話者、約9%がイタリア語話者である。